# Мукхопадхьяй, Суман
Суман Мукхопадхьяй, Суман Мукерджи (бенг. সুমন মুখোপাধ্যায়, 20 ноября 1966, Хаора) — индийский режиссёр театра и кино, сценарист.

## Биография
Окончил Шотландский церковный колледж и Университет в Калькутте, затем Нью-Йоркскую киноакадемию. Снял несколько короткометражных лент. Работал театральным режиссёром, ставил как европейскую драму (Шекспир, Брехт), так и индийскую классику (Шудрака, Р.Тагор).

## Фильмография
- 2005 — Херберт / Herbert (Национальная кинопремия за лучший бенгальский фильм и др.)
- 2008 — Четыре жизни / Chaturanga (по роману Р. Тагора, номинация на МКФ в Монреале, премии КФ в Сараево, Филадельфии, Мехико и др.)
- 2010 — Mahanagar@Kolkata
- 2013 — Боевой клич нищеты / Kangal Malsat
- 2014 — Последнее стихотворение / Shesher Kobita (по Р. Тагору)
- 2017 — Asamapta
- 2019 — Posham Pa
- 2020 — Nazarband